# Liste der Naturdenkmale in Mainz
Die Liste der Naturdenkmale in Mainz nennt die im Stadtgebiet von Mainz ausgewiesenen Naturdenkmale (Stand 29. April 2024).

## Naturdenkmale
| Nr.             | Bezeichnung                                     | Lage                                                                               | Beschreibung                                                  | Bild                                    |
| --------------- | ----------------------------------------------- | ---------------------------------------------------------------------------------- | ------------------------------------------------------------- | --------------------------------------- |
| ND-7315-377     | Sechs Platanen am Hartmühlenweg                 | Hartenberg-Münchfeld, Hartmühlenweg, hinter Nr. 2/4 Lage                           | Platanus sp., sechs von ursprünglich acht Bäumen              | mehr Fotos \| Fotos hochladen           |
| ND-7315-378     | Blutbuche an der Mombacher Straße               | Hartenberg-Münchfeld, Mombacher Straße, bei Nr. 87 Lage                            | Fagus sylvatica f. purpurea                                   | Fotos hochladen                         |
| ND-7315-379     | Zwei Platanen am Adenauerufer                   | Altstadt, Rheinallee, Ecke Kaiserstraße Lage                                       | Platanus sp., zwei Bäume                                      | Fotos hochladen                         |
| ND-7315-380-001 | Zwei Kastanien (Bischöfliches Ordinariat)       | Altstadt, Heiliggrabgasse, hinter Nr. 2 Lage                                       | Aesculus hippocastanum, zwei Bäume                            | Fotos hochladen                         |
| ND-7315-380-003 | Eiche (Bischöfliches Ordinariat)                | Altstadt, Heiliggrabgasse, hinter Nr. 2 Lage                                       | Quercus sp.                                                   | Direkt Bild zu diesem Denkmal hochladen |
| ND-7315-380-004 | Platane (Bischöfliches Ordinariat)              | Altstadt, Heiliggrabgasse, hinter Nr. 2 Lage                                       | Platanus sp.                                                  | Fotos hochladen                         |
| ND-7315-381-001 | Zwei Platanen (Institut Beatea Mariae Virginis) | Altstadt, Maria-Ward-Straße, hinter Nr. 14 Lage                                    | Platanus sp., ein Baum                                        | Direkt Bild zu diesem Denkmal hochladen |
| ND-7315-381-002 | Zwei Platanen (Institut Beatea Mariae Virginis) | Altstadt, Ballplatz, hinter Nr. 1/3 im Garten Lage                                 | Platanus sp., ein Baum                                        | Direkt Bild zu diesem Denkmal hochladen |
| ND-7315-382     | Zwei Kastanien (An der Bastion Philipp)         | Oberstadt, Bastion Philipp, bei Nr. 9 Lage                                         | Aesculus hippocastanum, zwei Bäume                            | Fotos hochladen                         |
| ND-7315-383     | Acht Platanen (Agrippastraße)                   | Oberstadt, Agrippastraße, vor Nr. 11 bis Nr. 25a Lage                              | Platanus sp., acht Bäume                                      | Fotos hochladen                         |
| ND-7315-384     | Eichen am Stiftswingert                         | Oberstadt, Am Stiftswingert, bei Nr. 14 Lage                                       | Quercus robur, zwei Bäume                                     | Fotos hochladen                         |
| ND-7315-385     | Eine Pyramideneiche                             | Marienborn, Mercatorstraße, hinter Nr. 11 Lage                                     | Quercus robur 'Fastigiata'                                    | Fotos hochladen                         |
| D-7315-386      | Eichengruppe Göttelmannstraße                   | Oberstadt, Göttelmannstraße 43a Lage                                               | Quercus sp., drei Bäume                                       | Fotos hochladen                         |
| ND-7315-387     | Eine Kiefer (An den Kiefern)                    | Gonsenheim, An den Kiefern, bei Nr. 5b Lage                                        | Pinus sp.                                                     | Fotos hochladen                         |
| D-7315-388      | Eine Kiefer (Parsevalstraße)                    | Gonsenheim, Parsevalstraße, gegenüber Nr. 27 Lage                                  | Pinus sp.                                                     | Fotos hochladen                         |
| ND-7315-389     | Eine Kastanie (Am Kirchborn)                    | Finthen, Am Kirchborn, hinter Nr. 2 Lage                                           | Aesculus hippocastanum                                        | Fotos hochladen                         |
| ND-7315-390     | Acht Birnbäume (Am Bretzenheimer Friedhof)      | Bretzenheim, nordwestlich des Friedhofs Lage                                       | Pyrus sp., acht von ursprünglich neun Bäumen                  | Fotos hochladen                         |
| ND-7315-392     | Rosskastanie an der Ringstraße                  | Hechtsheim, Ringstraße, vor Nr. 39 Lage                                            | Aesculus hippocastanum                                        | Fotos hochladen                         |
| ND-7315-393     | Esche an der katholischen Kirche                | Hechtsheim, Bergstraße, vor Nr. 43 Lage                                            | Fraxinus excelsior                                            | Fotos hochladen                         |
| ND-7315-394     | Robinie im Zuckergarten                         | Hechtsheim, Bergstraße, Ecke Morschstraße Lage                                     | Robinia pseudoacacia                                          | Fotos hochladen                         |
| ND-7315-395     | Walnussbaumgruppe „Wilhelm-Schrohe-Straße“      | Bretzenheim, Wilhelm-Schrohe-Straße, bei Nr. 36 Lage                               | Juglans regia, vier Bäume                                     | Fotos hochladen                         |
| ND-7315-396     | Zahlbacher Rosskastanien                        | Zahlbach, Bretzenheimer Straße, bei Nr. 19 Lage                                    | Aesculus hippocastanum, zwei Bäume                            | Fotos hochladen                         |
| ND-7315-397     | Walnussbaumgruppe Marienborn                    | Marienborn, An der Kirschhecke, hinter Nr. 27b Lage                                | Juglans regia, neun Bäume                                     | Fotos hochladen                         |
| ND-7315-398     | Quellgebiet „An der Brunnenstube“               | Gonsenheim, Erzbergerstraße Lage                                                   | Quellgebiet mit Baumgruppe; flächenhaftes Naturdenkmal        | mehr Fotos \| Fotos hochladen           |
| ND-7315-399     | Quellgebiet „Erzbergerstraße“                   | Gonsenheim, Erzbergerstraße Lage                                                   | Quellgebiet mit Baumgruppe; flächenhaftes Naturdenkmal        | mehr Fotos \| Fotos hochladen           |
| ND-7315-400     | Vogelschutzgebiet „Auf dem Hartenberg“          | Hartenberg-Münchfeld, Auf dem Hartenberg Lage                                      | Vogelschutzgebiet mit Baumbestand; flächenhaftes Naturdenkmal | mehr Fotos \| Fotos hochladen           |
|                 | Linde am Milchpfad                              | Bretzenheim, Am Wildgraben, gegenüber Nr. 10 Lage                                  | Tilia cordata, vor 1750 gekeimt, ca. 24 m hoch                | Direkt Bild zu diesem Denkmal hochladen |
|                 | Kaukasische Flügelnuss (An der Philippsschanze) | Oberstadt, An der Philippsschanze, hinter Nr. 5 (Gelände Gutenberg-Gymnasium) Lage | Pterocarya fraxinifolia                                       | Direkt Bild zu diesem Denkmal hochladen |
|                 | Eiche (Römerwall)                               | Oberstadt, Am Römerlager, in der Wallanlage (Römerwall) Lage                       | Quercus sp.                                                   | Fotos hochladen                         |
|                 | Ulme (Drususwall)                               | Oberstadt, Am Fort Elisabeth, in der Wallanlage (Drususwall) Lage                  | Ulmus sp.                                                     | Direkt Bild zu diesem Denkmal hochladen |

## Ehemalige Naturdenkmale
| Nr.             | Bezeichnung                                             | Lage                                                       | Beschreibung | Bild                                    |
| --------------- | ------------------------------------------------------- | ---------------------------------------------------------- | --- | --------------------------------------- |
| ND-7315-380-002 | Eine Kastanie und eine Esche (Bischöfliches Ordinariat) | Altstadt, Heiliggrabgasse, hinter Nr. 2 Lage               | Aesculus hippocastanum und Fraxinus excelsior; beide Bäume gefällt                                                  | Direkt Bild zu diesem Denkmal hochladen |
| ND-7315-391     | Birnbaum unterm Essenheimer Rech                        | Marienborn, Marienborner Bergweg Lage                      | Pyrus sp.; Rechtsverordnung aufgehoben                                                                              | Direkt Bild zu diesem Denkmal hochladen |
|                 | Esche                                                   | Hartenberg-Münchfeld, Mombacher Straße, hinter Nr. 71 Lage | Fraxinus escelsior; Rechtsverordnung aufgehoben                                                                     | Direkt Bild zu diesem Denkmal hochladen |
|                 | Platane                                                 | Bretzenheim, Untere Zahlbacher Straße                      | Platanus sp.; Rechtsverordnung aufgehoben                                                                           | Direkt Bild zu diesem Denkmal hochladen |
|                 | Zwei Quellen und Bachlauf                               | Gonsenheim, südlich des Ortes im Gonsbachtal Lage          | Quellen des Wachbachs und des Leichbornbachs; Rechtsverordnung aufgehoben, jetzt geschützter Landschaftsbestandteil | Direkt Bild zu diesem Denkmal hochladen |
|                 | Ulme                                                    | Ebersheim, Dalbergstraße, hinter Nr. 17 Lage               | Ulmus minor; abgestorben, Rechtsverordnung aufgehoben                                                               | Direkt Bild zu diesem Denkmal hochladen |
|                 | Ulme                                                    | Ebersheim, Weinbergstraße, hinter Nr. 13 Lage              | Ulmus minor; abgestorben, Rechtsverordnung aufgehoben                                                               | Direkt Bild zu diesem Denkmal hochladen |
|                 | Vier Ulmen                                              | Finthen, Borngasse Lage                                    | Ulmus minor, vier Bäume; abgestorben, Rechtsverordnung aufgehoben                                                   | Direkt Bild zu diesem Denkmal hochladen |
|                 | Eiche                                                   | Oberstadt, Am Stiftswingert, bei Nr. 16 Lage               | Quercus sp.; Rechtsverordnung aufgehoben                                                                            | Direkt Bild zu diesem Denkmal hochladen |
|                 | Zwei Säuleneichen                                       | Altstadt, Eisgrubweg, bei Nr. 13 Lage                      | Quercus robur 'Fastigiata', zwei Bäume; Rechtsverordnung aufgehoben                                                 | Direkt Bild zu diesem Denkmal hochladen |